# Orthomus achilles
Orthomus achilles is een keversoort uit de familie van de loopkevers (Carabidae). De wetenschappelijke naam van de soort is voor het eerst geldig gepubliceerd in 2005 door Wrase & Jeanne.